# Tardienta
Tardienta ist eine Gemeinde in der Provinz Huesca in der Autonomen Gemeinschaft Aragonien in Spanien. Sie liegt am Canal de Los Monegros in der Comarca Monegros in den Llanos de la Violada südlich von Huesca und besitzt einen Bahnhof an der Schnellfahrstrecke Saragossa–Huesca, von der hier die Strecke nach Lleida abzweigt.

## Geschichte
Tardienta soll schon seit vorrömischer Zeit besiedelt sein. 1118 wurde der Ort im Zug der Reconquista aus den Händen der Mauren zurückerobert. Im Mittelalter gehörte es als Weiler (aldea) zu Almudévar. 1786 wurde Tarienta der Titel Villa (Landstadt) verliehen. 1861 erfolgte der Anschluss an das Eisenbahnnetz. Im Spanischen Bürgerkrieg erlitt der strategisch wichtige Ort Schäden. Neuerdings wurden ein Flugplatz und ein Freizeitpark errichtet.

## Bevölkerungsentwicklung seit 1991
| 1991 | 1996 | 2001 | 2004 |
| ---- | ---- | ---- | ---- |
| 1211 | 1087 | 1087 | 1072 |

## Sehenswürdigkeiten
- Die zweischiffige Pfarrkirche Santiago el Mayor aus dem 16. Jahrhundert mit Glockenturm.